# العلاقات البرتغالية المالطية
العلاقات البرتغالية المالطية هي العلاقات الثنائية التي تجمع بين البرتغال ومالطا.

## مقارنة بين البلدين
هذه مقارنة عامة ومرجعية للدولتين:
| وجه المقارنة                                              | البرتغال                                                  | مالطا                                                     |
| --------------------------------------------------------- | --------------------------------------------------------- | --------------------------------------------------------- |
| المساحة (كم2)                                             | 92.21 ألف                                                 | 316                                                       |
| عدد السكان (نسمة)                                         | 10.60 مليون                                               | 465.29 ألف                                                |
| الكثافة السكانية (ن./كم²)                                 | 114.95                                                    | 147.24 ألف                                                |
| العاصمة                                                   | لشبونة                                                    | فاليتا                                                    |
| اللغة الرسمية                                             | اللغة البرتغالية، اللغة الميراندية                        | اللغة المالطية، لغة إنجليزية                              |
| العملة                                                    | يورو، اسكودو برتغالي                                      | يورو، ليرة مالطية                                         |
| الناتج المحلي الإجمالي (بليون دولار)                      | 217.57 مليار                                              | 12.54 مليار                                               |
| الناتج المحلي الإجمالي (تعادل القوة الشرائية) بليون دولار | 307.82 مليار                                              | 14.68 مليار                                               |
| الناتج المحلي الإجمالي الاسمي للفرد دولار أمريكي          | 19.22 ألف                                                 | 22.60 ألف                                                 |
| الناتج المحلي الإجمالي للفرد دولار أمريكي                 | 28.76 ألف                                                 |                                                           |
| مؤشر التنمية البشرية                                      | 0.830                                                     | 0.839                                                     |
| رمز المكالمات الدولي                                      | +351                                                      | +356                                                      |
| رمز الإنترنت                                              | .pt                                                       | .mt                                                       |
| المنطقة الزمنية                                           | توقيت غرب أوروبا، توقيت غرب أوروبا الصيفي، أوروبا/لشبونة ‏ | توقيت وسط أوروبا، ت ع م+01:00، ت ع م+02:00، أوروبا/مالطا ‏ |

## مدن متوأمة
في ما يلي قائمة باتفاقيات التوأمة بين مدن برتغالية ومالطية:
- ترتبط Sesimbra [الإنجليزية]‏ مع مارساسكالا باتفاقية توأمة.

## منظمات دولية مشتركة
يشترك البلدان في عضوية مجموعة من المنظمات الدولية، منها:
| علم المنظمة | اسم المنظمة                               | تاريخ انضمام البرتغال | تاريخ انضمام مالطا |
| ----------- | ----------------------------------------- | --------------------- | ------------------ |
|             | الاتحاد الأوروبي                          | 1986                  | 1 مايو 2004        |
|             | وكالة ضمان الاستثمار متعدد الأطراف        | 6 يونيو 1988          | 12 سبتمبر 1990     |
|             | الأمم المتحدة                             | 14 ديسمبر 1955        | 1 ديسمبر 1964      |
|             | الفريق المعني برصد الأرض                  | ?                     | ?                  |
|             | منظمة حظر الأسلحة الكيميائية              | ?                     | ?                  |
|             | منظمة التجارة العالمية                    | ?                     | ?                  |
|             | منظمة الشرطة الجنائية الدولية             | ?                     | ?                  |
|             | منظمة الأمن والتعاون في أوروبا            | 25 يونيو 1973         | 25 يونيو 1973      |
|             | يونسكو                                    | 11 مارس 1965          | 10 فبراير 1965     |
|             | مجلس أوروبا                               | ?                     | ?                  |
|             | الاتحاد البريدي العالمي                   | ?                     | ?                  |
|             | البنك الدولي للإنشاء والتعمير             | 29 مارس 1961          | 26 سبتمبر 1983     |
|             | المنظمة الهيدروغرافية الدولية             | ?                     | ?                  |
|             | الاتحاد الدولي للاتصالات                  | 1866                  | 1965               |
|             | مؤسسة التمويل الدولية                     | 8 يوليو 1966          | 1 يونيو 2005       |
|             | المنظمة الأوروبية لسلامة الملاحة الجوية   | 1986                  | 1989               |
|             | المركز الدولي لتسوية المنازعات الاستشارية | 1 أغسطس 1984          | 3 ديسمبر 2003      |
|             | مجموعة أستراليا                           | 1985                  | 2004               |
|             | مجموعة الموردين النوويين                  | ?                     | ?                  |

## وصلات خارجية
- موقع وزارة الخارجية البرتغالية
- موقع وزارة الخارجية المالطية